# Benzylbromide
Benzylbromide is een organische verbinding met als brutoformule C7H7Br. Het is een derivaat van tolueen, waarin één waterstofatoom in de methylgroep (dit is op de zogenaamde α-positie) vervangen is door een broomatoom; vandaar de alternatieve naam α-broomtolueen. Benzylbromide is een kleurloze vloeistof en lost maar traag op in water. Het is tevens een lacrimator. Het stimuleert namelijk de ogen om overvloedig tranen te produceren en vandaar wordt het vaak in oorlogen gebruikt in gasvormige toestand.

## Synthese
Benzylbromide kan worden gesynthetiseerd door tolueen te behandelen met dibroom in zodanige omstandigheden dat de benzeenring zelf niet gebromeerd wordt: